# Ньюбери, Крис
Крис Ньюбери (англ. Kris Newbury; 19 февраля 1982, Брамптон, Онтарио, Канада) — канадский хоккеист, центральный нападающий клуба Американской хоккейной лиги «Шарлотт Чекерс».

## Игровая карьера
Ньюбери начинал играть в хоккейной лиге Онтарио (OHL) за «Бельвиль Буллз», позже играл за «Сарнию Стинг».
В сезоне 2001-02 установил свой рекорд в OHL набрав 104 очка в 66 матчах.
На драфте НХЛ 2002 года был выбран в 5 раунде под общим 139 номером командой «Сан-Хосе Шаркс». 2 октября 2003 года как неограниченно свободный агент подписал контракт с «Торонто Мэйпл Лифс».
23 декабря 2006 года дебютировал в НХЛ. 1 января 2007 года, в матче против «Бостон Брюинз» Ньюбери забросил свою первую шайбу за «Торонто Мэйпл Лифс», вратарю Тиму Томасу.
10 февраля, 2007 года Ньюбери подрался с Рональдом Петровицки из команды «Питтсбург Пингвинз», после чего получил травму и пропустил оставшуюся часть сезона.
7 июля 2009, Ньюбери подписал контракт с «Детройт Ред Уингз». 3 марта 2010 года, Ньюбери был обменян в «Нью-Йорк Рейнджерс».

## Достижения
- Победитель Хоккейной лиги Онтарио («Бельвиль Буллз») — 1999

## Статистика
```
                                            --- Regular Season ---  ---- Playoffs ----
Season   Team                         Lge    GP    G    A  Pts  PIM  GP   G   A Pts PIM
--------------------------------------------------------------------------------------------
1998-99  Belleville Bulls             OHL    51    6    8   14   89  21   4   6  10  23
1999-00  Belleville Bulls             OHL    34    6   18   24   72  --  --  --  --  --
1999-00  Sarnia Sting                 OHL    27    6    8   14   44   7   0   3   3  16
2000-01  Sarnia Sting                 OHL    64   28   30   58  126   4   1   3   4  20
2001-02  Sarnia Sting                 OHL    66   42   62  104  141   5   1   3   4  15
2002-03  Sarnia Sting                 OHL    64   34   58   92  149   6   4   4   8  16
2003-04  St. John's Maple Leafs       AHL    72    5   15   20  153  --  --  --  --  --
2004-05  Pensacola Ice Pilots         ECHL    6    2    4    6   20  --  --  --  --  --
2004-05  St. John's Maple Leafs       AHL    55    4    9   13  103   5   0   0   0  26
2005-06  Toronto Marlies              AHL    74   22   38   60  215   5   0   1   1  12
2006-07  Toronto Marlies              AHL    37   12   24   36   87  --  --  --  --  --
2006-07  Toronto Maple Leafs          NHL    15    2    2    4   26  --  --  --  --  --
2007-08  Toronto Maple Leafs          NHL    28    1    1    2   32  --  --  --  --  --
2007-08  Toronto Marlies              AHL    54   16   27   43  101  19   4   9  13  73
2008-09  Toronto Marlies              AHL    33    6   23   29   72  --  --  --  --  --
2008-09  Toronto Maple Leafs 	      NHL     1    0    0    0 	  2  --  --  --  --  --
2009-10  Grand Rapids Griffins 	      AHL    52   11   22   33  144  --  --  --  --  --
2009–10  Detroit Red Wings 	          NHL     4    1    0    1 	  4  --  --  --  --  --
2009–10  Hartford Wolf Pack 	      AHL    18    4   14   18 	 61  --  --  --  --  --
2010–11  Connecticut Whale            AHL    69   17   44   61  139   6   2   2   4   2
2010–11  New York Rangers 	          NHL    11    0    1    1 	35   --  --  --  --  --
2011–12  Connecticut Whale 	          AHL    65   25   39   64  130   9   1   3   4  20
2011-12  New York Rangers 	          NHL     7    0    0    0 	24   --  --  --  --  --
2012–13  Connecticut Whale 	          AHL    70   20   42   62  127  --  --  --  --  --
2012–13  New York Rangers 	          NHL     5    0    1    1 	 9    3   0   0   0   2
2013–14  Philadelphia Flyers	      NHL     4    0    1    1 	 7   --  --  --  --  --
2013–14  Adirondack Phantoms          AHL    46   14   22   36  182  --  --  --  --  --
2013–14  Нershey Bears                AHL    17    4    9   13   25  --  --  --  --  --
2014–15  Нershey Bears                AHL    68   18   30   48  171  10   0   4   4  16
2015–16  Ontario Reign                AHL    44   10   16   26   79  12   1   2   3  17
2016–17  Reading Royals               ECHL    1    1    2    3    2  --  --  --  --  --
2016–17  Bakersfield Condors          AHL    14    3    2    5   17  --  --  --  --  --
2016–17  Charlotte Checkers           AHL     8    2    0    2    9  --  --  --  --  --
-------------------------------------------------------------------------------------------
         NHL Totals                         75    4    6   10  139   3   0   0   0   2

```